# 서소강
서소강(Norman Chui, 1950년 10월 16일 ~ 2024년 9월 1일)은 영국령 홍콩의 배우이다.

## 방송
- 장상수
- 수당연의
- 협골단심
- 수월동천 2 - 영경전기
- 동방불패

## 영화
- 퇴마법의관 (2022년)
- 퇴마행자 (2021년)
- 신 강시선생 (2021년)
- 신마영정: 야인시대 (2020년)
- 천녀유혼: 인간정 (2020년) - 할머니 요괴 역
- 황촌원령 (2016년)
- 탈로이도 (2016년)
- 곽원갑 (2015년)
- 대소강호 (2010년)
- 금병매 (2008년)
- 협골단심 (2005년) - 맹신통 역
- 강호 (2004년)
- 이도공간 (2002년) - 주 선생 역
- 변태살인광 (2000년)
- 결전 (2000년)
- 동방불패 - TV 시리즈 (1999년)
- 성월동화 (1999년)
- 홍콩히트 (1998년)
- 설화신검 (1997년)
- 백혈청천양가장 (1996년)
- 독벽신도 (1994년)
- 영춘권 (1994년)
- 천룡팔부 (1994년)
- 초류향 (1993년)
- 쌍웅출사표 (1992년)
- 백장미 (1992년)
- 선학신침 (1992년)
- 무장원 소걸아 (1992년)
- 도왕지존 (1992년)
- 치정쾌서 (1991년)
- 하일군재래 (1991년)
- 해랑 (1990년)
- 일교 OK (1990년)
- 대호출격 2 (1990년)
- 열혈풍운 (1990년)
- 기병 (1990년)
- 충천소자 (1989년)
- 맹귀무청 (1989년)
- 양귀 (1988년)
- 시티 워 (1988년) - 요달 역
- 군용탈보 (1988년)
- 금연자 (1988년)
- 용의 가족 (1988년)
- 대호출격 (1988년)
- 육조 혜능 이야기 (1987년)
- 강호용호문 (1987년)
- 최가복성 (1986년)
- 포의신상 (1984년)
- 듀얼 투 더 데스 (1983년)
- 천잠변 (1983년)
- 촉산 (1983년)
- 생사결 (1982년)
- 분야소자 (1980년)
- 지옥무문 (1980년)
- 채관 (1980년)
- 명검 (1980년)
- 원월만도 (1979년)
- 모산강시권 (1979년)
- 풍겁 (1979년)
- 소십일랑 (1978년)
- 살절 (1978년)
- 초류향편복전기 (1978년)
- 수화대도 (1978년)
- 당랑권법 (1978년)
- 중화장부 (1978년)
- 소림36방 (1978년)
- 백옥노호 (1977년)
- 초류향 (1977년)